# Wortley Hall

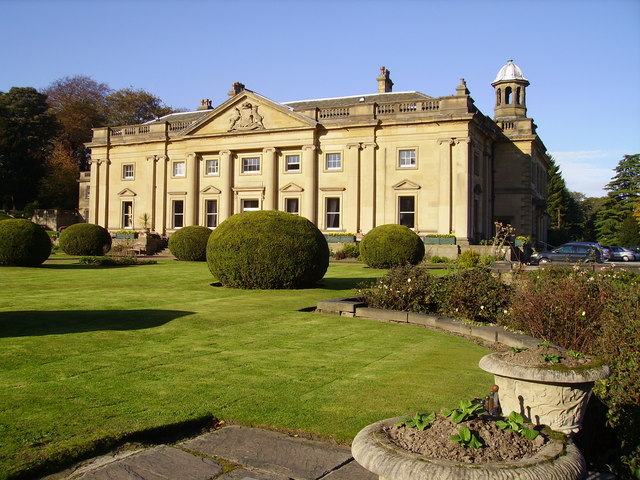
Wortley Hall

Wortley Hall ist ein Landhaus im Dorf Wortley bei Barnsley in der englischen Verwaltungsgemeinschaft South Yorkshire. Mehr als sechs Dekaden lang war dieses Landhaus hauptsächlich mit der britischen Arbeiterbewegung verbunden. Heute wird es von verschiedenen Gewerkschaften und anderen Organisationen als Ort für Trainingskurse und andere Versammlungen, ebenso wie für rein gesellschaftliche Ereignisse, genutzt.
Das Gebäude ist in Sandstein-Werkstein errichtet und besitzt ein Schieferdach. Der Grundriss ist unregelmäßig; größtenteils hat das Haus zwei Stockwerke und Südfront hat sieben Joche.
English Heritage hat Wortley Hall als historisches Gebäude II*. Grades gelistet. Das Haus ist für die Abhaltung von Hochzeitszeremonien und Zeremonien zur eingetragenen Lebenspartnerschaft lizenziert. Das weitläufige Anwesen und die formellen Gärten sind für Tagesbesucher öffentlich zugänglich.

## Geschichte
Ein Herrenhaus wurde 1586 für Sir Richard Wortley neu aufgebaut. Im englischen Bürgerkrieg war sein Sohn, Sir Francis Wortley, 1. Baronet, wie sein mächtiger Parteigänger, Sir Thomas Wentworth aus Wentworth Woodhouse, Royalist und kämpfte für den König, wobei er Wortley Hall als Garnison für 150 Dragoner zur Verfügung stellte. Aber 1644 wurde Sir Francis im Tower of London gefangengesetzt und bei seiner Entlassung 1649 zur Zahlung einer hohen Strafe zur Instandsetzung seiner Besitzungen verpflichtet. Wortley Hall fiel dann eine illegitime Tochter, die um 1670 Sidney Montagu, den zweiten Sohn des Earl of Sandwich, heiratete.
Das Haus wurde von Giacomo Leoni 1742–1746 wesentlich umgebaut und 1757–1761 ein Ostflügel für Sir Edward Wortley Montagu, Parlamentsmitglied und Botschafter des Ottomanischen Reiches, angefügt, der 1761 starb. Er hinterließ das Haus seiner Tochter Mary, die den Premierminister, John Stuart, 3. Earl of Bute, geheiratet hatte. Von ihr ging das Haus 1794 an ihren Sohn, Colonel James Archibald Stuart (1747–1818) über, der den Namen Wortley seinem eigenen hinzufügte (und später noch den Namen Mackenzie). Dieser hinterließ das Haus seinem Sohn, Colonel James Archibald (1776–1845), der 1818–1826 Parlamentsmitglied für Yorkshire war und dann zum Baron Wharncliffe erhoben wurde.
Edward Montagu-Stuart-Wortley-Mackenzie, 3. Baron Wharncliffe, wurde 1876 zum Earl of Wharncliffe ernannt. Das Landhaus war bis zum Zweiten Weltkrieg der Sitz der Earls of Wharncliffe und wurde dann der British Army zur Verfügung gestellt. Danach verfiel es langsam.
1950 entdeckten einige örtliche Gewerkschaftsaktivisten das Landhaus als mögliches Schulungs- und Freizeitzentrum und gründeten eine Kooperative, die das Haus zu diesen Zwecken erwerben konnte. Am 5. Mai 1951 wurde es offiziell eröffnet.
Das Landhaus tauchte in Serie 6, Episode 12, der Great British Railway Journeys von Michael Portillo auf BBC 2 am 20. Januar 2015 auf. Michael Portillo beschrieb seine derzeitige Verwendung, traf den Direktor und blieb über Nacht. Er zeigte die Verbindung zur Gewerkschaftsbewegung auf.